# يان فيشر (لاعب كريكت بريطاني)
يان فيشر (31 مارس 1976 - ) (بالإنجليزية: Ian Fisher)‏ هو لاعب كريكت بريطاني.

## وصلات خارجية
- يان فيشر على موقع إي آس بي آن كريك إنفو (الإنجليزية)